# Пахаревское сельское поселение
Пахаревское се́льское поселе́ние (укр. Пахарівське сільське́ посе́лення, крымскотат. Paharevka köy yurtu, Пахаревка кой юрту) — муниципальное образование в Джанкойском районе Республики Крым Российской Федерации.
Административный центр — село Пахаревка.

## География
Расположено в северо-западной части Джанкойского района, в степной зоне полуострова.

## История
1 октября 1979 года был образован Пахаревский сельский совет выделением Пахаревки из состава Новокрымского и Выпасного из Целинного сельсоветов.
Статус и границы Пахаревского сельского поселения установлены Законом Республики Крым от 5 июня 2014 года № 15-ЗРК «Об установлении границ муниципальных образований и статусе муниципальных образований в Республике Крым».

## Население
| 2001  | 2014  | 2015  | 2016  | 2017  | 2018  | 2019  |
| ----- | ----- | ----- | ----- | ----- | ----- | ----- |
| 1718  | ↘1406 | ↗1409 | ↘1398 | ↘1381 | ↘1369 | ↘1357 |
| 2020  | 2021  |       |       |       |       |       |
| ↘1338 | ↗1427 |       |       |       |       |       |

## Состав сельского поселения
| № | Населённый пункт | Тип населённого пункта       | Население |
| - | ---------------- | ---------------------------- | --------- |
| 1 | Выпасное         | село                         | ↘245      |
| 2 | Пахаревка        | село, административный центр | ↘1161     |